# مازن سنقرط
مازن سنقرط رجل أعمال ومهندس صناعي فلسطيني، شغل منصب وزير وزارة الاقتصاد الوطني ضمن حكومة أحمد قريع الثالثة في الفترة من 24 فبراير 2005 وحتى 27 مارس 2006. حصل على درجة البكالوريوس في الهندسة الصناعية وإدارة الإنتاج من جامعة نوتنجهام في بريطانيا.